# Pilea johniana
Pilea johniana är en nässelväxtart som beskrevs av Otto Stapf. Pilea johniana ingår i släktet pileor, och familjen nässelväxter. Inga underarter finns listade i Catalogue of Life.